# Polyrhaphis grandini
Polyrhaphis grandini es una especie de escarabajo longicornio del género Polyrhaphis, tribu Polyrhaphidini, subfamilia Lamiinae. Fue descrita científicamente por Buquet en 1853.
La especie se mantiene activa durante los meses de enero, febrero, marzo, abril, mayo, junio, julio, noviembre y diciembre.

## Descripción
Mide 22-37 milímetros de longitud.

## Distribución
Se distribuye por Brasil.